# Jaxson Ryker
Chadwick "Chad" Lail (nacido el 6 de junio de 1982) es un ex luchador profesional estadounidense, conocido por haber competido en Total Nonstop Action Wrestling bajo el nombre de Gunner y en WWE bajo el nombre de Jaxson Ryker.

## Carrera en lucha libre profesional

### Circuito independiente
Después de servir en la guerra de Irak, Lail firmó un contrato con la NWA Anarchy junto a su compañero veterano de la guerra Truitt Fields. A pesar de que comenzó a competir como equipo, pronto se disolvió y pasó a formar parte del stable de Jeff G. Bailey 's, NWA Elite.
Shatter comenzó un feudo con Iceberg antes de recibir una lucha de campeonato contra el campeón peso pesado de la NWA anarquía As Rocwell. Shatter ganó la lucha y el título.
Shatter más tarde ganó el NWA National Heavyweight Championship de Trituradora de Hansen, el 17 de enero de 2009, y actualmente es el campeón con el reinado más largo en la historia del título.
Shatter derrotó a Chase Stevens, por el SAW International Heavyweight Championship.

### Total Nonstop Action Wrestling (2010–2015)

#### 2010

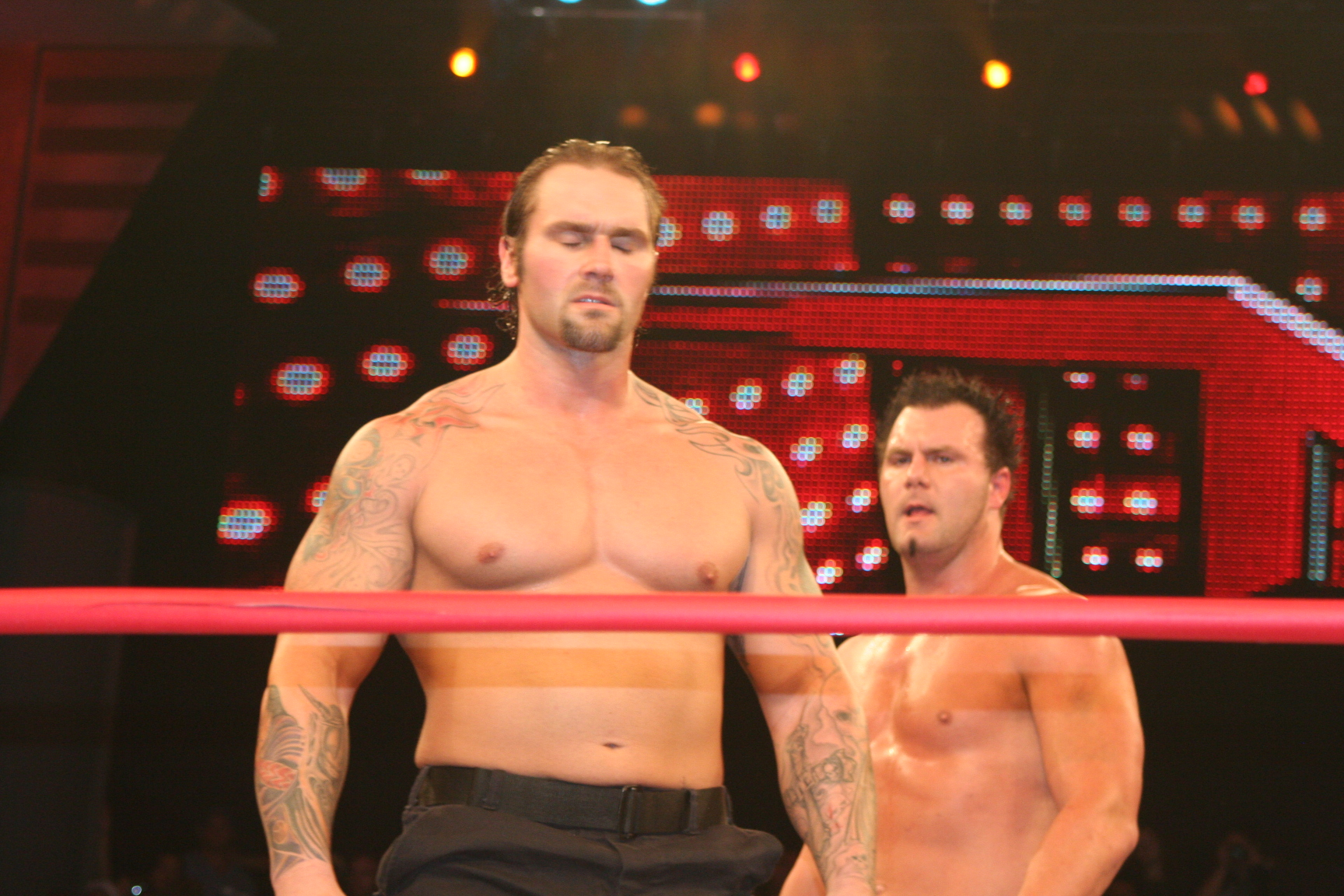
(De izquierda a derecha) Gunner y Murphy en TNA Impact! en julio de 2010.

En las grabaciones de TNA Impact! (El show televisado de Total Nonstop Action Wrestling) del 23 de junio de 2010, Shatter debutó en TNA, junto a Mikael Judas, como parte del equipo de seguridad de TNA. En las grabaciones del 29 de julio de 2010 de TNA Impact!, Shatter, ahora con el nombre de Gunner y Mikael Judas, con el nombre de Murphy, salió después de un altercado entre Jeff Hardy y Mr. Anderson con Matt Morgan, y atacó a Hardy y a Anderson, haciéndose heel. Luego se unió a Morgan en un handicap match, donde fueron derrotados por Hardy y Anderson. Después de aparecer con Morgan la semana siguiente, se suspendió el ángulo de Gunner y Murphy con Morgan y volvieron a ser guardias de seguridad regulares. En el 21 de octubre en Impact! Gunner y Murphy se sumaron a Jeff Jarrett y le ayudaron a vencer a Samoa Joe. En el momento decisivo del pay-per-view Gunner y Murphy interfirieron en el combate de Jarrett y Joe, ayudando a Jarrett a conseguir la victoria. En la siguiente edición de Impact! Gunner y Murphy hicieron su regreso en el ring, perdiendo contra Samoa Joe en un handicap match. Después de que el feudo de Jeff Jarrett con Samoa Joe terminó, Gunner y Murphy se convirtieron en miembros regulares de Inmortal y comienzan a estar menos involucrados con Jarrett. El 9 de diciembre en las grabaciones del show secundario de TNA, Xplosion, Gunner y Murphy lograron su primera victoria en TNA, derrotando a Ink Inc. (Jesse Neal y Shannon Moore) en una pelea por equipos.

#### 2011-2012
En febrero de 2011 Gunner y Murphy firmaron un contrato de dos años con TNA y por ello fueron removidos de su rol de miembros del equipo de seguridad y añadidos al elenco principal.
El 13 de febrero de 2011, en Against All Odds, Gunner y Murphy lucharon en su primer compate en un PPV de TNA, donde se asociaron con Rob Terry (Otro miembro de Inmortal) para combatir a Beer Money Inc. (James Storm y Robert Roode) y Scott Steiner, donde los segundos se llevaron la victoria. En la edición del 24 de febrero de Impact!, Gunner y Murphy derrotaron a Eric Young y Orlando Jordan para conseguir una oportunidad por el Campeonato por Parejas de TNA, que Beer Money, Inc. (James Storm y Robert Roode) tenían en su poder en ese momento. Gunner y Murphy tuvieron su oportunidad por el título en el Impact! de la semana siguiente, pero fueron derrotados por Beer Money.
El 17 de marzo ganó el vacante Campeonato de la Televisión de TNA tras derrotar a sus compañeros Murphy y Rob Terry, durante su reinado lo defendió exitosamente frente a Daniels, pero lo perdió el 17 de mayo frente a Eric Young empezando un feudo con este. En la edición del 9 de junio de Impact Wrestling, Gunner cubrió al Campeón Mundial de TNA Sting en el evento principal de la noche, en un combate por parejas donde Mr. Anderson era su compañero, y Eric Young el de Sting.
La semana siguiente, Gunner le pidió al nuevo Campeón Mundial de TNA Mr. Anderson una oportunidad por el título y cuando este dijo que no, lo estampó contra una mesa. En el evento principal de la noche, Gunner venció a Anderson en un combate sin el título en juego. Actualmente forma parte de las Bound For Glory Series para decidir el N.º 1 Contender al Campeonato Mundial de TNA en Bound for Glory. El 16 de junio en Impact Wrestling Gunner volvió a vencer a Anderson. El 18 de junio en un House Show de TNA Gunner consiguió alzarse vencedor en un BFG Series Match contra A.J. Styles, consiguiendo así sus primeros 7 puntos, el 23 de junio cayó derrotado frente a Crimson sin llevarse ningún punto, el 24 de junio venció a Devon, consiguiendo otros 7 puntos y el 25 de junio perdió ante A.J. Styles, sin llevarse ningún punto. Sin embargo, en la edición del 30 de junio de Impact Wrestling venció a A.J. Styles nuevamente para conseguir otros 7 puntos, proclamándose así líder temporal por ese tiempo con 21 puntos. Mientras participaba del torneo entró en feudo junto a sus compañeros de Immortal con el equipo Fortune. En Hardcore Justice, Immortal(Abyss, Gunner y Scott Steiner) fueron derrotados por Fortune(A.J. Styles, Chris Daniels y Kazarian). Luego de esto se logró clasificar a la fase final de los Bound for Glory Series Match. Gunner disputó la semifinal del torneo en No Surrender enfrentándose a Bobby Roode siendo derrotado y eliminado del torneo.
Tras esto, empezó un feudo con el antiguo árbitro de Immortal, Garett Bischoff, perdiendo por descalificación por una interferencia de Ric Flair el 10 de noviembre en Impact Wrestling. A continuación, fue derrotado en dos ocasiones por Bischoff el 17 de noviembre y 8 de diciembre en Impact Wrestling, hasta que el 8 le aplicó una "Piledriver" contra el suelo de cemento, lesionándole (Kayfabe). Hizo lo mismo a Jesse Neal y Douglas Williams en las ediciones de Impact Wrestling del 15 y 29 de diciembre. El 5 de enero intentó hacerle lo mismo a Rob Van Dam, pero consiguió esquivarle el tiempo suficiente para que interfirieran los agentes de TNA. En Genesis, se enfrentó de nuevo a Van Dam, consiguiendo aplicarle un "DDT" contra el cemento, ganando el combate. Tras eso, RVD fue sacado del pabellón en camilla. En Lockdown, luchó en el Lethal Lockdown match como parte del Team Eric, siendo su equipo derrotado. Después de meses sin aparecer en televisión, hizo su retorno junto a Kid Kash, insultando al debutante Chavo Guerrero y atacándole, hasta que fue salvado por Hernández. En Hardcore Justice hizo equipo con Kid Kash, perdiendo ante Chavo Guerrero, Jr. y Hernández.

#### 2013-2015
Gunner hizo su regreso como Face el 23 de mayo en Impact Wrestling convirtiéndose en el compañero de James Storm para Slammiversary XI, donde derrotaron a Bad Influence, Austin Aries y Bobby Roode, y Chavo Guerrero y Hernández ganando el Campeonato Mundial en Parejas de TNA. Tras retenerlo durante 140 días, lo perdieron en Bound for Glory ante The BroMans (Robbie E y Jesse Godderz).

### WWE

#### NXT (2017-2020)
El 29 de mayo de 2017, se informó que Lail había firmado con WWE y que sería enviado a NXT., durante los House Shows de NXT lideraba al grupo The Forgotten Sons conformado por Steve Cutler y Wesley Blake, con su nombre original Chad Lail.
A mediados de 2018, cambia su nombre a Jaxson Ryker.

#### SmackDown (2020)
En el episodio de SmackDown del 10 de abril de 2020, The Forgotten Sons  debutaron en el programa con Steve Cutler y Wesley Blake, con la asistencia de Ryker, quien derrotó a Lucha House Party (Gran Metalik y Lince Dorado).
Después de mucho tiempo de inactividad, no fueron seleccionados por el draft para ninguna marca, siendo así agente libre junto a sus compañeros de equipo The Forgotten Sons, Steve Cutler y Wesley Blake. El 4 de diciembre de 2020, sus compañeros de The Forgotten Sons Steve Cutler y Wesley Blake salieron acompañando a King Corbin en SmackDown.

#### Raw (2020-2021)
El 7 de diciembre se dio por oficial la separación de The Forgotten Sons de manera silenciosa, ya que Ryker se convirtió en el guardaespaldas de Elias en Raw y en el Raw del 21 de diciembre, debutó derrotando a Gran Metalik.
Comenzando el 2021, en el Raw Legends Night del 4 de enero, después de que AJ Styles derrotara a Elias, intentó atacar con una guitarra a Styles, sin embargo fue atacado por Omos, terminando así el feudo. la siguiente semana en Raw, derrotó a Jeff Hardy rápidamente debido a la distracción de Elias; después del combate, Hardy retó a  Elias a un combate inmediatamente, el cual ganó Hardy, empezando Elias un breve feudo contra Hardy. la siguiente semana en Raw, fue derrotado por Hardy por descalificación debido a que Elias lo atacó, haciendo que Hardy cayera del esquinero; después del combate, Hardy atacó a Elias, pero Ryker a su vez lo atacó. La siguiente semana en Raw, junto a Elias fueron derrotados por Hardy & Carlito, terminando con el feudo, En Fastlane, tras bastidores, acompañó a Elias cuando se encontró con Shane McMahon para pedirle que le organizará un concierto en WrestleMania 37, sin embargo más tarde esa misma noche, mientras Elias estaba tocando la guitarra en el ring, Shane pactó que Elias sustituyera en su combate contra Braun Strowman debido a que Shane estaba lesionado (kayfabe), donde fue derrotado por Strowman, uniéndose al feudo entre Shane y Strowman. En el Raw del 29 de marzo, fue derrotado por Strowman; la siguiente semana en Raw, junto a Elias fueron derrotados por Strowman en un 2-on-1 handicap match. Cuatro días después en el SmackDown! WrestleMania Edition, participó en el André the Giant Memorial Battle Royal, eliminando a Erik, sin embargo fue eliminado por MACE. En la Noche 1 de WrestleMania 37, junto a Elias atacó a Strowman antes de su Steel Cage Match contra Shane McMahon, también interfiriendo durante el combate, sin embargo Shane perdió, terminando así el feudo. Dos días después en Raw, junto a Elias fueron derrotados por The New Day (Kofi Kingston & Xavier Woods).
El 18 de noviembre de 2021, WWE informó que fue liberado de su contrato, junto con demás personal administrativo y de planta.

## Vida personal
Lail estuvo casado con la también luchadora profesional Jayme Jameson desde 2012, pero se divorciaron en una fecha desconocida. Se casó con una mujer llamada Stacy en 2015 y tienen una hija juntos.

## Controversias
Lail ha recibido críticas por sus posturas homofóbicas hacía la comunidad LGBT dentro y fuera del mundo de la lucha libre profesional, además de condenar el matrimonio igualitario, al que ve como "anormal". Lail también ha sido crítico con Black Lives Matter, calificándolo de "grupo terrorista".
Lail fue partidario de Donald Trump durante su campaña presidencial de 2020. No obstante, en junio de dicho año, fue blanco de críticas en Twitter por usuarios y luchadores como Mustafa Ali, Kevin Owens y Sami Zayn, por un controvertido tuit donde apoyaba la postura de Trump sobre las protestas por la muerte de George Floyd cuando se encontraban en su punto álgido. El escándalo fue tal que WWE tuvo que cancelar una historia en la que Lail, Wesley Blake y Steve Culter -conocidos como The Forgotten Sons- comenzaron a presentarse a sí mismos como patriotas estadounidenses, destacando sus servicios en la infantería de marina. El grupo sería sacado de la programación hasta fines de noviembre.
En 2022, la Corte Suprema de los Estados Unidos anuló el caso Roe v. Wade, que garantizaba la decisión de la mujer a abortar sin restricciones. Lail, quien se opone al aborto, declaró en un tuit que «esta es una victoria en una guerra contra los no nacidos, una guerra de sangre. Sigamos presionando con oración y amor, que aquí es donde nos ponemos la armadura de Dios para resistir todo lo que el diablo nos arroje» que atrajo respuestas negativas. Más adelante, criticó a la luchadora profesional Becky Lynch por condenar esta revocación al ser ella mamá de una hija. Sin embargo, Lynch respondió de forma tajante que el aborto es un derecho, mencionando que prohibir los abortos incrementaría aquellos que se hacen clandestinamente.

## Campeonatos y logros
- American Pro Wrestling
  - Campeón de APW Chester Heavyweight (2 veces)

- East Coast Championship Wrestling
  - Campeonato ECCW Tag Team (1 vez)

- National Wrestling Alliance
  - Future Legends Cup (2010)

- NWA Anarchy
  - NWA Anarchy Heavyweight Championship (1 vez)
  - NWA Anarchy Tag Team Championship (1 vez) - con Kimo y Abomination usando la Freebird Rule

- NWA Charlotte
  - NWA Mid-Atlantic Heritage Championship (1 vez)

- NWA East
  - NWA National Heavyweight Championship (1 vez)

- Total Nonstop Action Wrestling
  - TNA Television Championship (1 vez)
  - TNA World Tag Team Championship (1 vez) - con James Storm

- Pro Wrestling Illustrated
  - Situado en el Nº239 en los PWI 500 de 2009[35]
  - Situado en el Nº97 en los PWI 500 de 2010[36]
  - Situado en el Nº59 en los PWI 500 de 2011[37]
  - Situado en el Nº55 en los PWI 500 de 2012[38]
  - Situado en el Nº86 en los PWI 500 de 2013[39]
  - Situado en el Nº40 en los PWI 500 de 2014[40]
  - Situado en el Nº134 en los PWI 500 de 2015[41]
  - Situado en el Nº370 en los PWI 500 de 2019[42]

- Showtime All-Star Wrestling
  - Campeonato SAW International Heavyweight (1 vez)